# سپیده توکلی
سپیده توکلی نیک (زادهٔ ۱۱ اسفند ۱۳۶۷) ورزشکار دو و میدانی اهل ایران و رکورددار رشته‌های هفت‌گانه، پنج‌گانه، و پرش ارتفاع ایران است. وی فارغ‌التحصیل رشتهٔ مهندسی صنایع از دانشگاه آزاد اسلامی واحد تهران جنوب و دانشجوی مقطع کارشناسی ارشد مدیریت ورزشی است.
توکلی در بازی‌های آسیایی داخل سالن ۲۰۰۷ ماکائو در ۶۰ متر بامانع به مقام ششم دست یافت، و در پرش ارتفاع به مقام هفتم رسید. وی در بازی‌های آسیایی ۲۰۱۰ به مقام ششم رشتهٔ هفت‌گانه رسید و در قهرمانی داخل سالن آسیا ۲۰۱۲ نشان برنز رشتهٔ پنج‌گانه را دریافت کرد و در قهرمانی داخل سالن آسیا ۲۰۱۴ نفر پنجم رشتهٔ پنج‌گانه شد. سپیده توکلی در رقابت‌های هفت‌‌‌گانه بازی‌های آسیایی ۲۰۱۴ در جایگاه ششم قرار گرفت و از کسب مدال بازماند.
در قهرمانی داخل سالن آسیا ۲۰۱۶ که در دوحه، قطر برگزار شد، سپیده توکلی در پنج‌گانهٔ زنان موفق شد با پشت‌سر گذاشتن رقبای ژاپنی، ترکمنستانی و ازبکستانی نایب‌قهرمان شود و بانوی نقره‌ایِ پنج‌گانه لقب بگیرد. تیم ۴در۴۰۰ متر زنان نیز با ترکیب سپیده توکلی، مریم طوسی، الناز کمپانی، و فرزانه فصیحی، با پشت‌سر گذاشتن تیم لبنان، بعد از قطرِ میزبان دوم شد و نشان نقره گرفت.
او همسر ایمان روغنی است.

## حدنصاب‌ها
|  | ماده                   | حدنصاب      | تاریخ | محل   | توضیح       |
|  | ---------------------- | ----------- | ----- | ----- | ----------- |
|  | پنج‌گانه                | ۳۸۶۱ امتیاز | ۲۰۱۲  | تهران | رکورد ایران |
|  | هفت‌گانه                | ۵۳۲۵ امتیاز | ۲۰۱۴  | تهران | رکورد ایران |
|  | پرش ارتفاع             | ۱٫۸۴ متر    | ۲۰۱۸  | تهران | رکورد ایران |
|  | پرش ارتفاع (داخل سالن) | ۱.۸۳        | ۲۰۱۸  | تهران | رکورد ایران |